# Швабия

Швабия (между Бургундией и Баварией) в эпоху Франкского государства (VIII век)

Шва́бия (нем. Schwaben) — историческая область на юго-западе современной Германии в верховьях Рейна и Дуная, названная в честь швабов — немцев, говорящих на особом швабском диалекте.
В узком смысле под Швабией понимают современные Баден-Вюртемберг и западную Баварию, то есть ядро расселения алеманнов, предков современных швабов. Однако ареал расселения алеманнов был гораздо шире, в связи с чем в историческом контексте этнокультурный регион «Швабия» может включать в себя также немецкоязычные кантоны Швейцарии и Эльзас (ныне в составе Франции).
Несмотря на большое историческое значение, слово «Швабия» не встречается в названиях современных регионов и местностей — за исключением Баварии, где после реформы 1972 года появился административный округ Швабия с центром в Аугсбурге, представляющий собой самую восточную оконечность ареала проживания швабов, и есть производные от слова в топонимах: Швабский Халль, город Швебиш-Халль и район Швебиш-Халль, реки Швабах и так далее.
Кроме Швабии, швабы встречаются в северной Швейцарии и северо-восточной Франции (область Эльзас) и небольшими группами вдоль Дуная — в Сербии, Словении, южной Венгрии, Румынии (так называемые «дунайские швабы»). Во Франции, Швейцарии и на Балканах (а ранее и в России) зачастую словом «швабы» обозначаются немцы вообще.

## История

Швабия как этнокультурный регион в центре Европы и распределение диалектов (жёлто-оранжевые цвета)

В древности Швабию населяли кельты, вытесненные в I веке до н. э. на правый берег Рейна германским племенем свевов. Хотя ещё Тиберий в 15 году до н. э. учредил к югу от верховьев Дуная провинцию Рецию, тем не менее лишь около 100 года после Р. Х. римляне здесь прочно утвердились и основали между реками Рейном, Ланом и Дунаем так называемые Agri decumates. В III веке явившиеся сюда с северо-востока алеманны овладели страной. Позднее алеманны и свевы перестали различаться в источниках, хотя название алеманнов больше сохранилось за населением, живущим к западу от Шварцвальда, а свевов — к востоку от этой горной страны. После поражения при Цюльпихе в 496 году алеманны подчинились франкским королям, но сохранили самостоятельных герцогов (см. Алеманния).
Начиная с VII века в Швабии распространяется христианство, чему особенно содействуют монастыри в Санкт-Галлене, Райхенау, Мурбахе и др. В Констанце и Аугсбурге учреждаются епископства. Восстание герцога Теобальда против Пипина в 746 году было усмирено и повлекло за собой уничтожение герцогского достоинства и включение многих швабских владений в состав королевского имущества. Для управления страной был назначен граф, королевский наместник. При преемниках Карла Великого, с ослаблением королевской власти, усиливается значение наместника. В результате на территории Швабии в начале X века было возрождено герцогство.

### Швабия в X—XIII веках
В X—XII вв. на месте завоёванной франками Алеманнии возникло одно из племенных герцогств — Швабия, за главенство в котором шла жестокая борьба между Бурхардингами и Ахалольфингами. На юге границы герцогства простирались до Кьявенны (в пределах современной Италии). Столицы Швабия, как и другие племенные герцогства X—XII веков, не имела. Монета чеканилась в Цюрихе и Брейзахе, собрания феодальной знати проходили в Ульме; в городах Кур и Аугсбург правили епископы. Крупнейшими культурными и религиозными центрами были монастыри Святого Галла и Рейхенау в окрестностях Боденского озера. В конце XI века герцогами Швабии стали Штауфены.

### Борьба за Швабское наследство

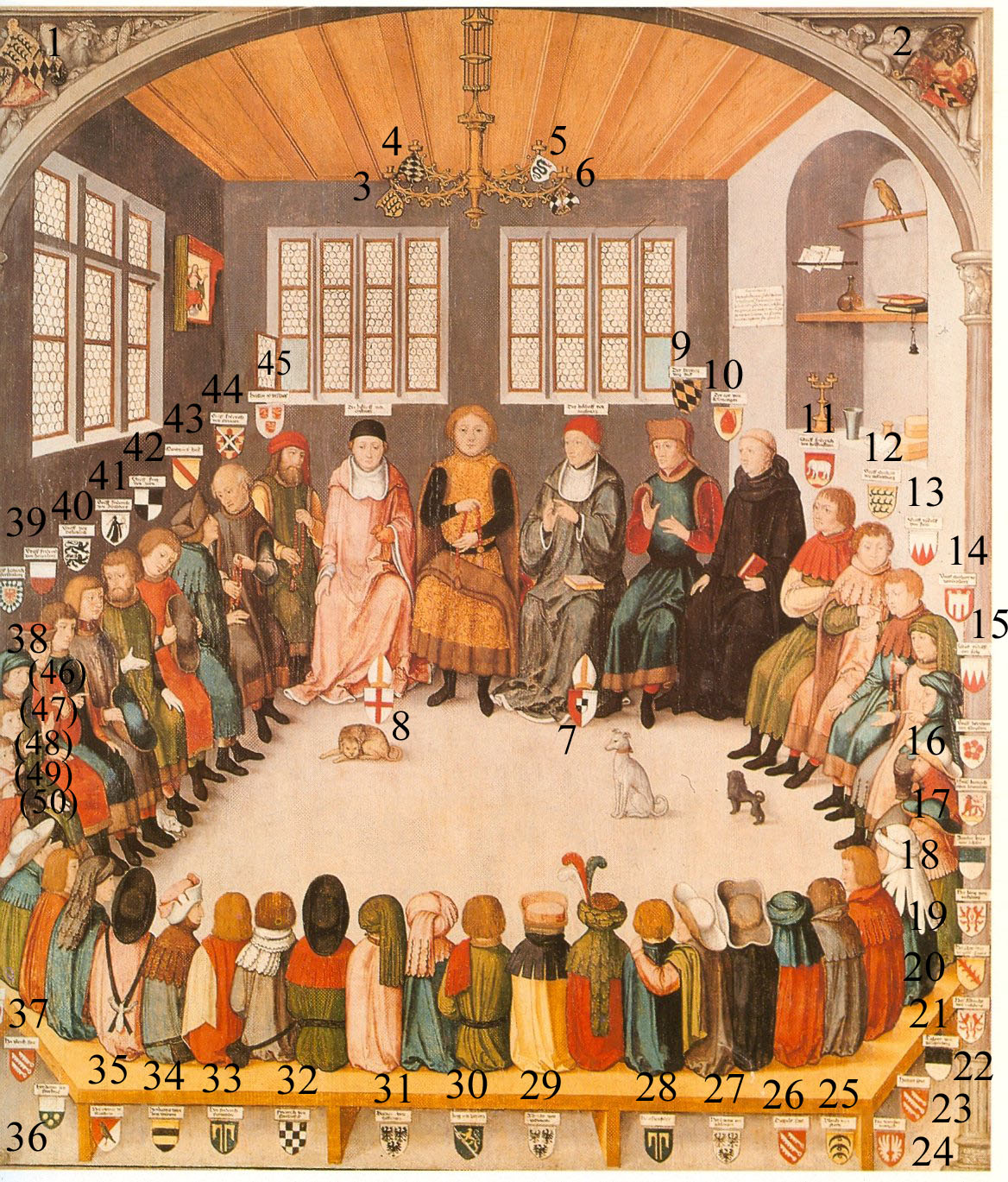
Совет средневековых швабских феодалов

После смерти Конрадина в 1268 году и прекращения династии Гогенштауфенов, в Швабии больше не было самостоятельных герцогов. В течение многих лет за Швабское наследство шла борьба между маркграфом Баденским (из рода Церингенов), пфальцграфом Тюбингенским, графом Гогенцоллерном и графом Вюртембергским; но император удерживал Швабию в своих руках, управляя ею через имперских ландфогтов в Верхней и Нижней Швабии. Более крупные швабские города пользовались правом имперских свободных городов; менее значительные, хотя им были обещаны имперские льготы, были подчинены ландфогтам и имперским судам. При Рудольфе Габсбургском Вюртембергским графам удалось овладеть ландфогтством в Нижней Швабии, а позже — и в Эльзасе. После смерти Рудольфа I в 1291, вновь возгорелась борьба между соперничающими владетельными князьями в Швабии, закончившаяся земским миром в Шпейере в 1307, где было заключено также первое соглашение между владетельными князьями и городами.
Набеги графа Ульриха III Вюртембергского и покровительство ему со стороны императора Людвига Баварского были причиной образования в 1331 году Швабского союза городов. Во второй половине XIV века Австрия усилила свою власть в Швабии приобретением Фрайбурга (в 1368) и Брейсгау (в 1369). В 1360 году мелкие швабские владетели заключили так называемый «союз шлеглеров» (Schleglerbund), к которому примкнула и Австрия; в противовес ему Эберхард II Вюртембергский заключил союз с городами, и с 1367 года между обеими сторонами началась кровопролитная борьба. Личное появление императора Карла IV в Швабии лишь на короткое время заставило соперников прекратить борьбу. Продолжавшаяся война закончилась поражением графа Эбергарда, вынужденного отдать ландфогтство герцогу Фридриху Баварскому. Также неспокойно было в стране во время слабого правления короля Германии Венцеля.

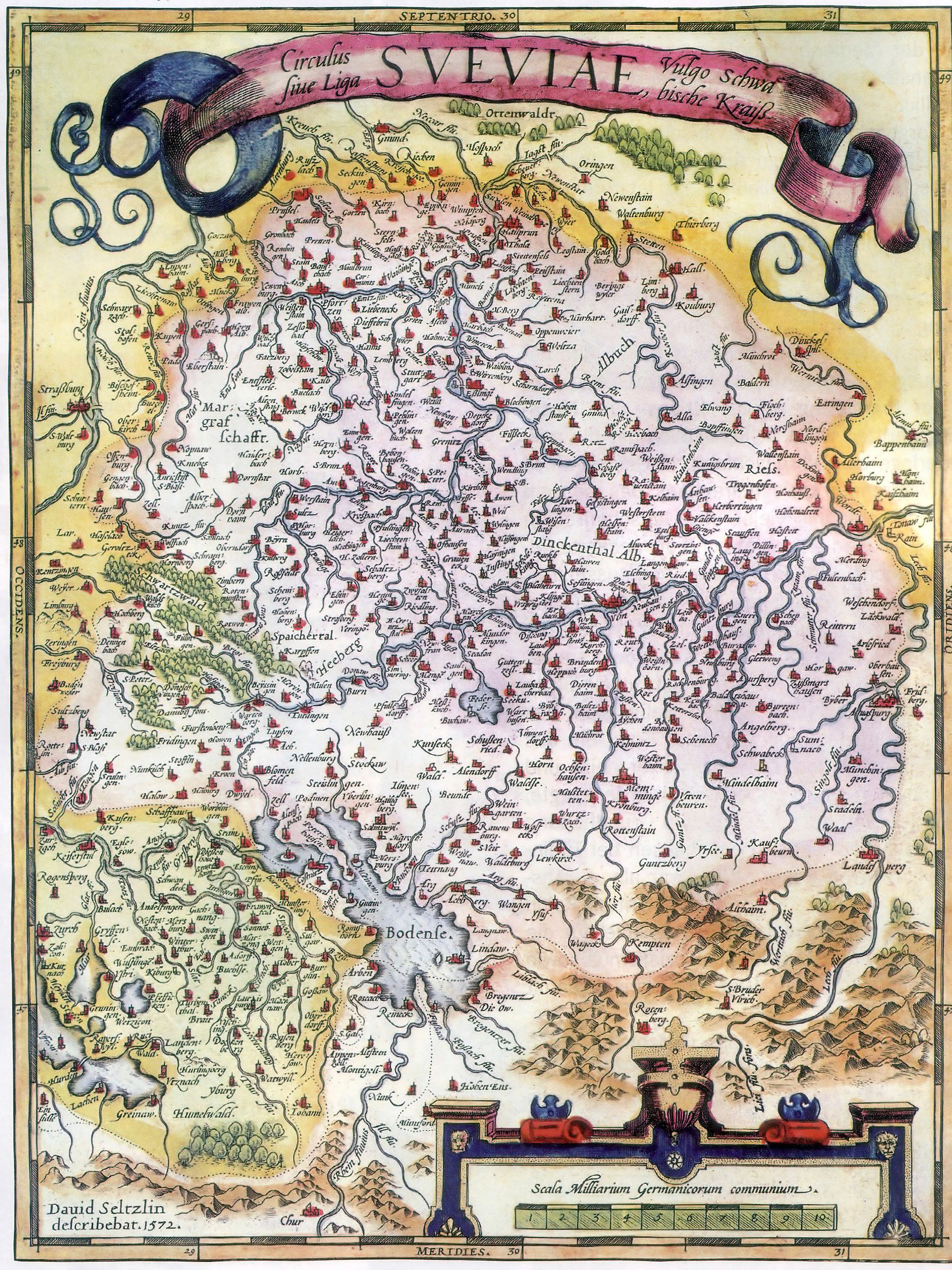
Карта имперского округа Швабия от 1572 года

В 1382 году Швабский союз городов был вынужден искать опору в герцоге Леопольде Австрийском. Были приняты также в союз многие рыцарские общества, с графом Эбергардом во главе. Когда в 1388 году войска Швабского союза городов были разбиты графом Эберхардом Вюртембергским, Венцель объявил в 1389 году общий земский мир, к которому, кроме Швабии, примкнули рейнские княжества, Бавария, Франкония, Гессен, Тюрингия и Мейсен. Главой союза был назначен граф Фридрих Эттингенский, а для разрешения споров учреждён земский мировой суд. Тем не менее продолжались распри городов и «союза шлеглеров» с Вюртембергом, и только в 1395 году общими усилиями швабских князей «шлеглеры» вынуждены были распустить свой союз.
Когда в 1400 году король Рупрехт Пфальцский нарушил вольности городов, курфюршество Майнцское, Вюртемберг, Баден и 17 швабских городов заключили для самозащиты Марбахский союз. И при императорах Альбрехте II и Фридрихе III не прекращались беспорядки и раздоры, хотя в 1436 году было основано Общество Св. Георга, с целью поддержания всеобщего мира. В 1487 году, по призыву императора, все швабские чины собрались в Эслингене-на-Неккаре и здесь 14 февраля 1488 года заключили большой Швабский союз с целью поддержания земского мира. В результате войны Швабского союза со Швейцарской конфедерацией в 1499 году, последней удалось отстоять свою независимость (см. Швабская война).

### Швабский имперский округ
По новому распорядку императора Максимилиана в 1512 году был образован Швабский округ в составе 10 имперских округов Священной Римской империи. Страшное опустошение в стране произвела крестьянская война (1525). В то же время здесь начала быстро распространяться реформация. Некоторые швабские князья и города (Вюртемберг, Ульм, Ройтлинген, Эслинген-на-Неккаре, Гейльброн и другие) приняли участие в Шмалькальденском союзе, за что после роспуска последнего (в 1547 году) были наказаны крупными денежными штрафами.

Со второй половины XVI век начинается борьба за влияние и власть в Швабии между Вюртембергом и Австрией, причём первый опирается на протестантскую, а вторая — на католическую часть страны. Самостоятельное имперское дворянство ещё долго отказывалось подчиниться окружной имперской конституции, и хотя в 1563 году в Ульме был издан устав для швабского имперского округа, распри между окружными чинами не прекращались. 

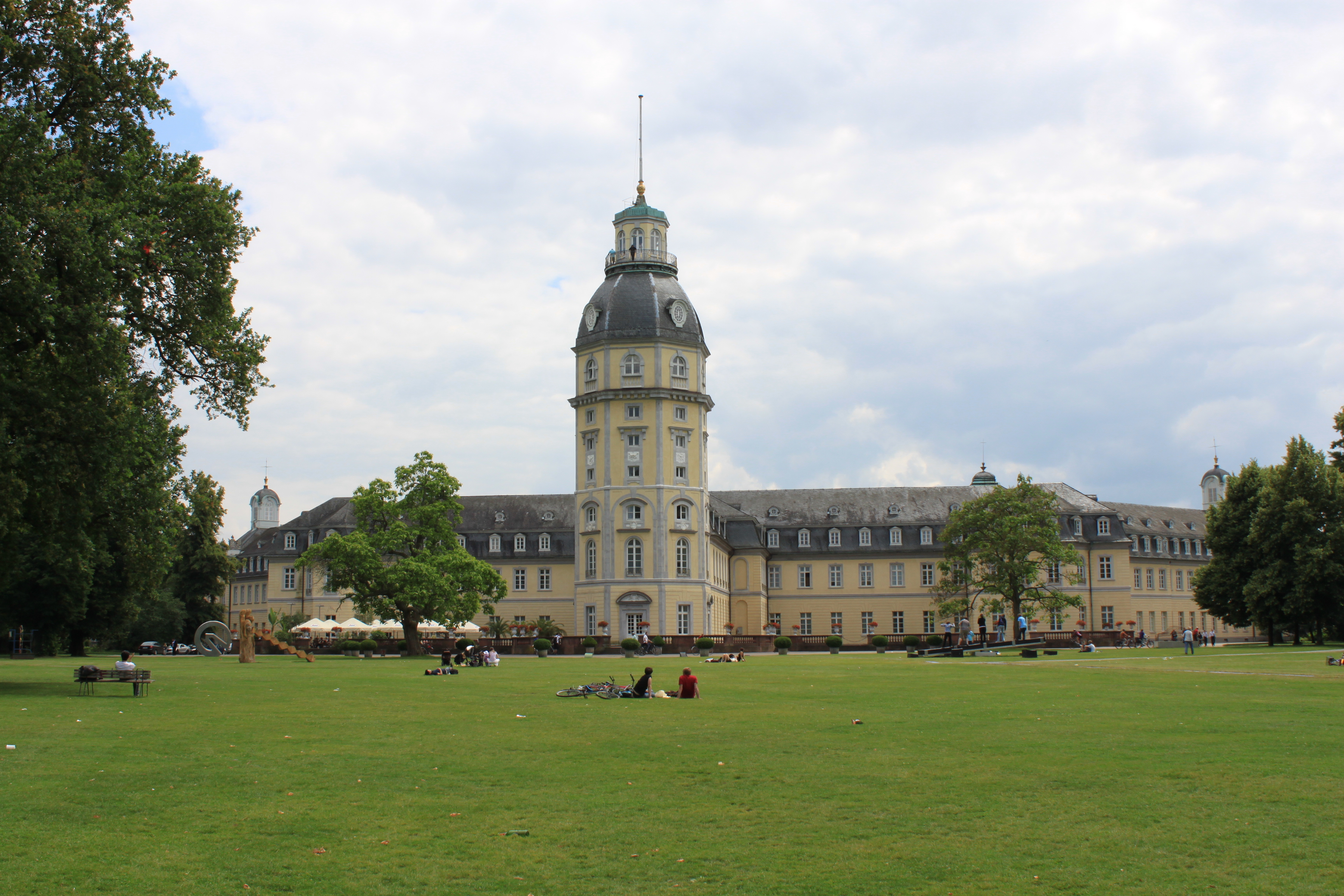
Резиденция Церингенов в Карлсруэ

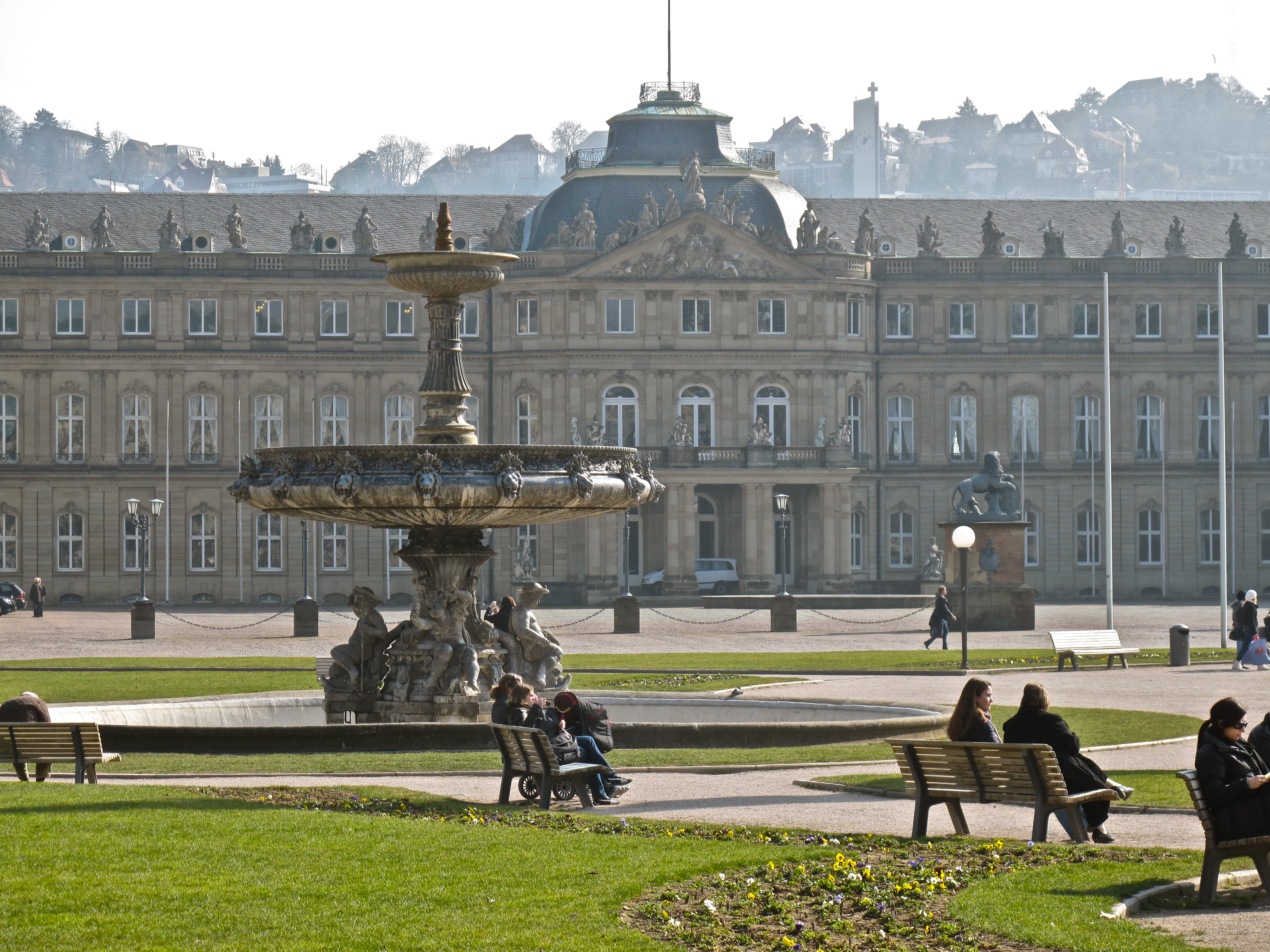
Штутгарт. Резиденция швабских правителей из дома Вюртембергов

По Вестфальскому миру Эльзас был отдан Франции, и на Швабию была наложена контрибуция в пользу Швеции на сумму 984 705 гульденов. Во второй половине XVII и первой половине XVIII век Швабия была неоднократно театром военных действий различных германских князей. Лишь с 1763 по 1792 год Швабия беспрерывно жила в мире.

### Наполеоновские войны
В эпоху французских революционных войн Швабия была вновь наводнена войсками и опустошена. По Люневильскому миру 1801 года вся Швабская область по левому берегу Рейна отошла к Франции, а светские государи были вознаграждены за их потери секуляризованными духовными владениями и подчинением им свободных имперских городов. В результате инициированной Наполеоном германской медиатизации привилегии суверенных правителей вместе с землями потеряли такие имперские князья, как Фюрстенберги, Вальдбурги, Фуггеры, Эттингены и Гогенлоэ.
К 1806 году сохранили свои суверенные права лишь государи Бадена, Вюртемберга, Баварии, обоих Гогенцоллернов (Гогенцоллерн-Зигмаринген и Гогенцоллерн-Гехинген), Лихтенштейна и Лейена. Лейен потерял свой суверенитет по решению Венского конгресса в 1814 году; Гогенцоллерны уступили в 1849 году свои суверенные права Пруссии. К моменту объединения Германии в 1871 году Швабией (в узком смысле) управляли уже только три семейства — Церингены (великое герцогство Баден), Вюртемберги (королевство Вюртемберг) и Виттельсбахи (королевство Бавария).

## Кухня
Суп с блинной стружкой и маульташенами, пиво марок Alpirsbacher, Rothaus и Schwabenbräu. Швабскую кухню невозможно представить без сырных шпецле (домашняя лапша).